# Capitão-regente

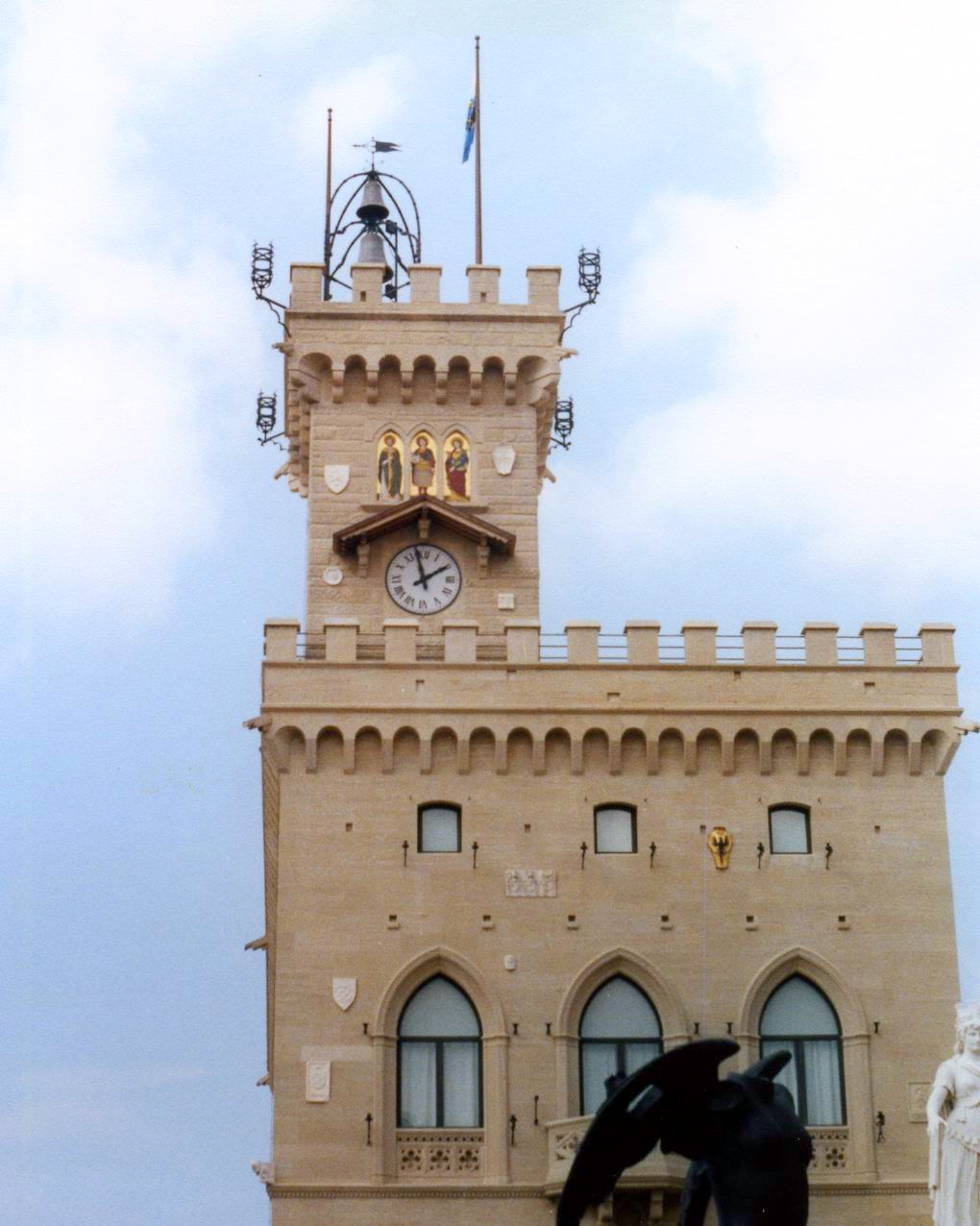
Palácio dos Capitães-regentes de San Marino

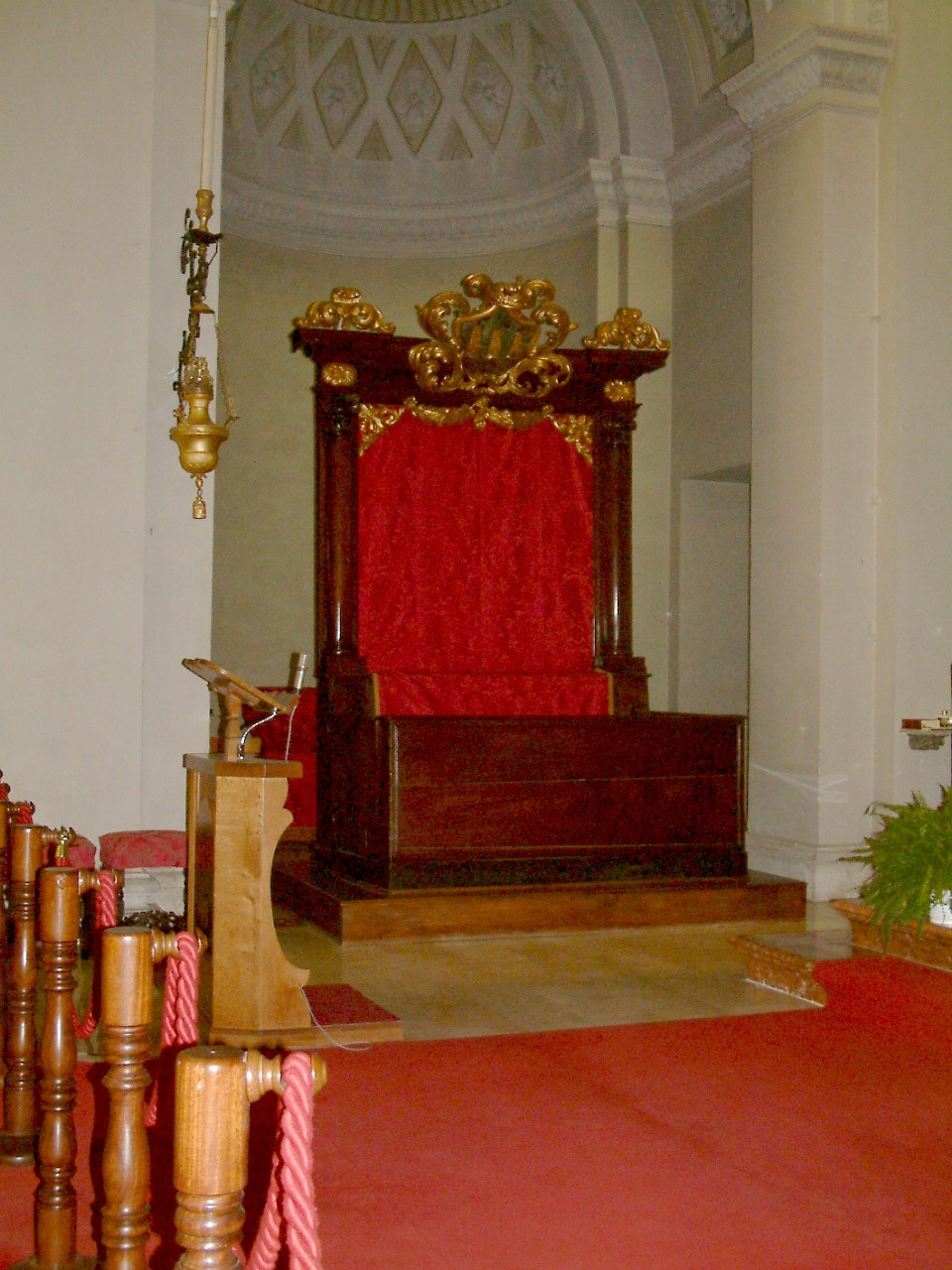
O trono de um capitão-regente

Capitão-regente é a denominação do cargo de cada um dos líderes máximos do Poder Executivo da República de San Marino, cabendo a eles as funções de Chefes de estado e de Governo. A cada seis meses, em abril e outubro, são eleitos dois capitães-regentes pelo Legislativo entre seus membros.

## História
Os primeiros Capitães-regentes - Filippo da Sterpeto e Oddone Scarito - foram eleitos em 1243, ainda na condição de "Cônsules", inspirados nos cargos equivalentes da antiga República Romana. Somente em 1499, foi instituída a Reggenza, que corresponde ao cargo atual.

## Atuais capitães-regentes de San Marino
Atualmente, os detentores deste cargo são Denise Bronzetti e Italo Righi.